# David Martín Jiménez
David Martín Jiménez (Valladolid, 10 d'agost de 1976) és un exfutbolista castellanolleonès, ocupava la posició de davanter.

## Trajectòria
Sorgeix de les categories inferiors del Reial Valladolid. A la campanya 96/97 debuta amb el primer equip a la màxima categoria, en partit contra el Reial Oviedo. Sense continuïtat al club val·lisoletà, prossegueix la seua carrera per equips més modestos.
El 2008 anuncia la seua retirada, mentre pertany a la disciplina de l'Íscar.